# Anis Boujelbene
Anis Boujelbene (arabe : أنيس بوجلبان), né le 6 février 1978 à Sfax, est un joueur puis entraîneur de football tunisien.

## Biographie
Il joue dans toutes les catégories du Club sportif sfaxien. En 2006, il signe un contrat avec le club égyptien du Al Ahly Sporting Club où il évolue avec la première équipe. En 2009, après trois années passées en Égypte et pour des raisons personnelles, il revient vivre en Tunisie et rejoint le Club africain pour une durée d'un an.
Début 2011, il revient au Club sportif sfaxien où il occupe des fonctions administratives. En 2014, il est nommé adjoint de l'entraîneur Ghazi Ghrairi. En avril 2015, il reste dans le staff technique avec le successeur de Ghrairi, Paulo Duarte.
En 2023, il est chargé d'assurer l'intérim après l'éviction de Maurizio Jacobacci pour mauvais résultats.

## Palmarès
- Coupe de la CAF : 1998
- Ligue des champions de la CAF
  - Vainqueur : 2008
  - Finaliste : 2006
- Supercoupe d'Afrique : 2008
- Ligue des champions arabes : 2000, 2004
- Championnat de Tunisie : 2005
- Coupe de Tunisie : 2004
- Coupe de la Ligue tunisienne de football : 2003
- Championnat d'Égypte : 2007, 2008, 2009
- Coupe d'Égypte : 2007
- Supercoupe d'Égypte :  2007, 2008